# Microlenecamptus albonotatus flavosignatus
Microlenecamptus albonotatus flavosignatus es una subespecie de escarabajo longicornio del género Microlenecamptus, tribu Dorcaschematini, orden Coleoptera. Fue descrita científicamente por Breuning en 1965.

## Descripción
Mide 9-13 milímetros de longitud.

## Distribución
Se distribuye por China y Laos.